# Severočeský krajský přebor 1971/1972
V soubojích Severočeského krajského přeboru 1971/72, jedné ze skupin 5. nejvyšší československé fotbalové soutěže, se utkalo 16 týmů dvoukolovým systémem podzim - jaro. Tento ročník skončil v červnu 1972.

## Výsledná tabulka
Zdroj:
| Poř. | Tým                           | Z  | V  | R  | P  | VG | OG | B  |
| ---- | ----------------------------- | -- | -- | -- | -- | -- | -- | -- |
| 1.   | TJ LIAZ Jablonec „B“          | 30 | 20 | 2  | 8  | 57 | 26 | 42 |
| 2.   | TJ SCHZ Lovosice              | 30 | 15 | 9  | 6  | 58 | 35 | 39 |
| 3.   | TJ STZ Střekov                | 30 | 16 | 6  | 8  | 73 | 40 | 38 |
| 4.   | TJ VJŠ Jirkov                 | 30 | 11 | 11 | 7  | 53 | 44 | 35 |
| 5.   | TJ Slovan Liberec „B“         | 30 | 12 | 8  | 10 | 57 | 40 | 32 |
| 6.   | TJ Meziboří                   | 30 | 13 | 6  | 11 | 70 | 60 | 33 |
| 7.   | TJ Kadaň                      | 30 | 12 | 7  | 11 | 53 | 48 | 31 |
| 8.   | TJ Rapid Liberec              | 30 | 12 | 7  | 11 | 43 | 41 | 31 |
| 9.   | VTJ Dukla Litoměřice          | 30 | 10 | 11 | 9  | 43 | 49 | 31 |
| 10.  | TJ Kovostroj Děčín „B“        | 30 | 10 | 10 | 10 | 39 | 38 | 30 |
| 11.  | TJ Dynamo Doksy               | 30 | 12 | 6  | 12 | 53 | 64 | 30 |
| 12.  | TJ Spartak Ústí nad Labem „B“ | 30 | 9  | 9  | 12 | 33 | 33 | 27 |
| 13.  | TJ SEPAP Štětí                | 30 | 9  | 7  | 14 | 47 | 55 | 25 |
| 14.  | TJ Slovan Duchcov             | 30 | 9  | 6  | 15 | 48 | 71 | 24 |
| 15.  | TJ Rumburk                    | 30 | 8  | 4  | 18 | 28 | 56 | 20 |
| 16.  | TJ Krupka                     | 30 | 6  | 1  | 23 | 34 | 89 | 13 |

Poznámky:
- Z = Odehrané zápasy; V = Vítězství; R = Remízy; P = Prohry; VG = Vstřelené góly; OG = Obdržené góly; B = Body

|  | Postup do Divize B 1972/73             |
|  | Sestup do příslušné I. A třídy 1972/73 |